# Затухающие колебания

Затухающие колебания пружинного маятника

Затухающие колебания — колебания, энергия которых уменьшается с течением времени.
Бесконечно длящийся процесс вида {\displaystyle u(t)=A\cos(\omega t+q)} в природе невозможен. Свободные колебания любого осциллятора рано или поздно затухают и прекращаются. Поэтому на практике обычно имеют дело с затухающими колебаниями. Они характеризуются тем, что амплитуда колебаний A является убывающей функцией. Обычно затухание происходит под действием сил сопротивления среды, наиболее часто выражаемых линейной зависимостью от скорости колебаний {\displaystyle \scriptstyle u'_{t}} или её квадрата.
В акустике: затухание — уменьшение уровня сигнала до полной неслышимости.

## Пример — затухающие колебания пружинного маятника

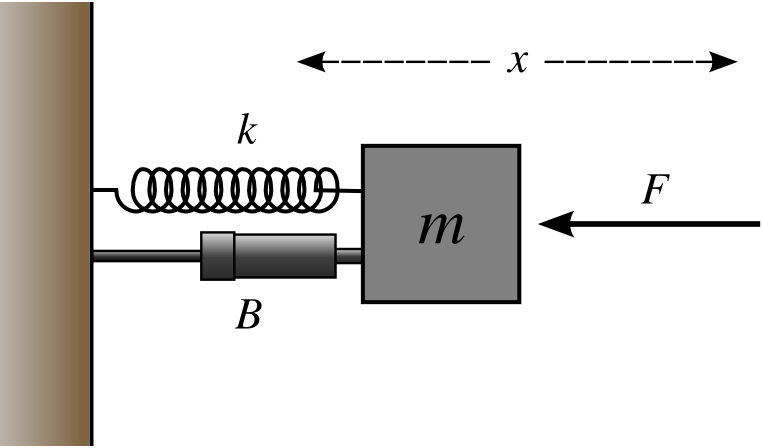
Модель пружинного маятника. B — демпфер. F — внешняя сила (в примере не присутствует).

Пусть имеется система, состоящая из пружины (подчиняющейся закону Гука), один конец которой жёстко закреплён, а на другом находится тело массой m. Колебания совершаются в среде, где сила сопротивления пропорциональна скорости с коэффициентом c (см. вязкое трение).
Тогда второй закон Ньютона для рассматриваемой системы запишется как
где {\displaystyle F_{c}=-cv} — сила сопротивления, а {\displaystyle F_{y}=-kx} — сила упругости. Получается
или в дифференциальной форме
где {\displaystyle k} — коэффициент упругости в законе Гука, {\displaystyle c} — коэффициент сопротивления, устанавливающий соотношение между скоростью движения грузика и возникающей при этом силой сопротивления.
Для упрощения вводятся следующие обозначения:
Величину {\displaystyle \omega _{0}} называют собственной частотой системы, {\displaystyle \zeta } — коэффициентом затухания. С такими обозначениями дифференциальное уравнение принимает вид

## Уравнение затухающих колебаний. Возможные решения
Последнее уравнение предыдущего раздела является общим уравнением затухающих колебаний величины {\displaystyle x} (которая, вообще говоря, не обязательно должна быть координатой). Если абстрагироваться от того, как были получены параметры {\displaystyle \omega _{0}} и {\displaystyle \zeta } в конкретном примере, такое уравнение применимо для описания широкого класса систем с затуханием.
Сделав замену {\displaystyle x=e^{\lambda t}}, получают характеристическое уравнение
корни которого вычисляются по формуле

Зависимость графиков колебаний от значения.

В зависимости от величины коэффициента затухания решение разделяется на три возможных варианта.
- Апериодичность

Если {\displaystyle \zeta >1}, то имеется два действительных корня, и решение дифференциального уравнения принимает вид:
В этом случае колебания с самого начала экспоненциально затухают.
- Граница апериодичности

Если {\displaystyle \zeta =1}, два действительных корня совпадают {\displaystyle \lambda =-\omega _{0}}, и решением уравнения является:
В данном случае может иметь место вре́менный рост, но потом — экспоненциальное затухание.
- Слабое затухание

Если {\displaystyle \zeta <1}, то решением характеристического уравнения являются два комплексно сопряжённых корня
Тогда решением исходного дифференциального уравнения является
где {\displaystyle \omega _{d}=\omega _{0}{\sqrt {1-\zeta ^{2}}}} — собственная частота затухающих колебаний.
Константы {\displaystyle c_{1}} и {\displaystyle c_{2}} в каждом из случаев определяются из начальных условий:
{\displaystyle \left\{{\begin{array}{ccc}x(0)&=&a\\{\dot {x}}(0)&=&b\end{array}}\right.}